# Chilotilapia rhoadesii
Рід Chilotilapia складається з єдиного виду риб родини цихлові Chilotilapia rhoadesii Boulenger 1908. Ендемік озера Малаві.